# Семрино (станция)
Се́мрино — железнодорожная станция Октябрьской железной дороги в Гатчинском районе Ленинградской области на линии Санкт-Петербург — Оредеж. Расположена в посёлке Семрино.

## История
Станция IV класса Виркино с двумя жилыми домами с 1.01.1905 года переименована в Семрино. Около станции проводилась царская охота с гончими. Николай II несколько раз упоминает её в своих дневниках за 1916 год.
2 марта 1917 года на станции был заблокирован эшелон с Георгиевским батальоном во главе с генерал-адъютантом Н. И. Ивановым.
28 августа 1917 года на станции блокировали Ингушский и Черкесский полки 3-й бригады Кавказской Туземной конной дивизии.
Во время войны, 15 сентября 1941 года, станция и посёлок были захвачены немецкими войсками. Освобождение произошло только 26 января 1944 года.
Зимой 1962 года через станцию было запущено движение электропоездов в составе электрифицированного напряжением 3,3 кВ участка Павловск - Вырица - Посёлок. Электрифицировано только 2 главных пути.
Станцию Семрино упоминает в «Тихом Доне» М. А. Шолохов. Также упоминают о станции П. Н. Краснов и А. И. Деникин.
На станции сохранялось деревянное кассовое здание вокзала 1904—1906 годов постройки в стиле модерн. В июле 2016 года здание вокзала было снесено.

## Путевое развитие
Станция располагает пятью путями, между главными путями находится пассажирская платформа.
До 1990-х годов от станции отходила бывшая соединительная ветка в сторону станции Новолисино на блок-пост 22 км линии Мга — Гатчина. На перегоне Кобралово — Семрино Санкт-Петербург-Витебская линия пересекает по путепроводу линию Мга — Гатчина.
Ранее существовала соединительная ветка в сторону станции Владимирская. Разобрана в 1961 г. при электрификации перегона Кобралово - Семрино. Сейчас на её месте проходит тропинка.

## Архивные источники
- План  расположения  путей  и  зданий  на  ст.  IV-го  кл. Виркино  с  показанием  ветви  со  ст. Владимирская Балтийской ж. д., 1902 г. //   РГИА. Ф. 350. Оп. 26, с. 23. Д. 143.